# 于顥
于顥（1988年12月7日—），台湾藝人，曾在2011年中視偶像劇「美樂加油」中飾演小傑，之後在2012年中視校園青春喜劇「智勝鮮師」中飾演巴震一角而受到關注。

## 演出作品
| 播出日期      | 劇名         | 飾演   | 備註                 |
| ------------- | ------------ | ------ | -------------------- |
| 2011年6月5日  | 《美樂加油》 | 小傑   | 麵包店店員（3-10）   |
| 2012年6月15日 | 《智勝鮮師》 | 巴震   | 主要演員（9-20）     |
| 2015年4月17日 | 《珍珠人生》 | 紀明達 | 其他演員（11-18,22） |

## 外部連結
- 于顥的Facebook專頁
- 于清翰 ASH YU台灣偶像劇場（页面存档备份，存于）